# Glenea circulomaculata
Glenea circulomaculata là một loài bọ cánh cứng trong họ Cerambycidae.